# Mazzaspitz
Il Mazzaspitz (3.164 m s.l.m.) è una montagna delle Alpi del Platta nelle Alpi Retiche occidentali. Si trova nel Distretto di Hinterrhein nello svizzero Canton Grigioni.

## Descrizione
La montagna è collocata a nord di Juf, località di Avers e a sud del più alto Piz Platta. Per la sua particolare posizione domina particolarmente la valle. La salita alla vetta può avvenire partendo da Juf.